# Луций Вер
Луций Цейоний Коммод Вер, более известный как Луций Вер (лат. Lucius Verus, полностью лат. Lucius Ceionius Commodus Verus, 15 декабря 130 — январь 169) — римский император с 161 по 169 из династии Антонинов, соправитель Марка Аврелия, своего брата по усыновлению (оба были усыновлены императором Антонином Пием).

## Происхождение

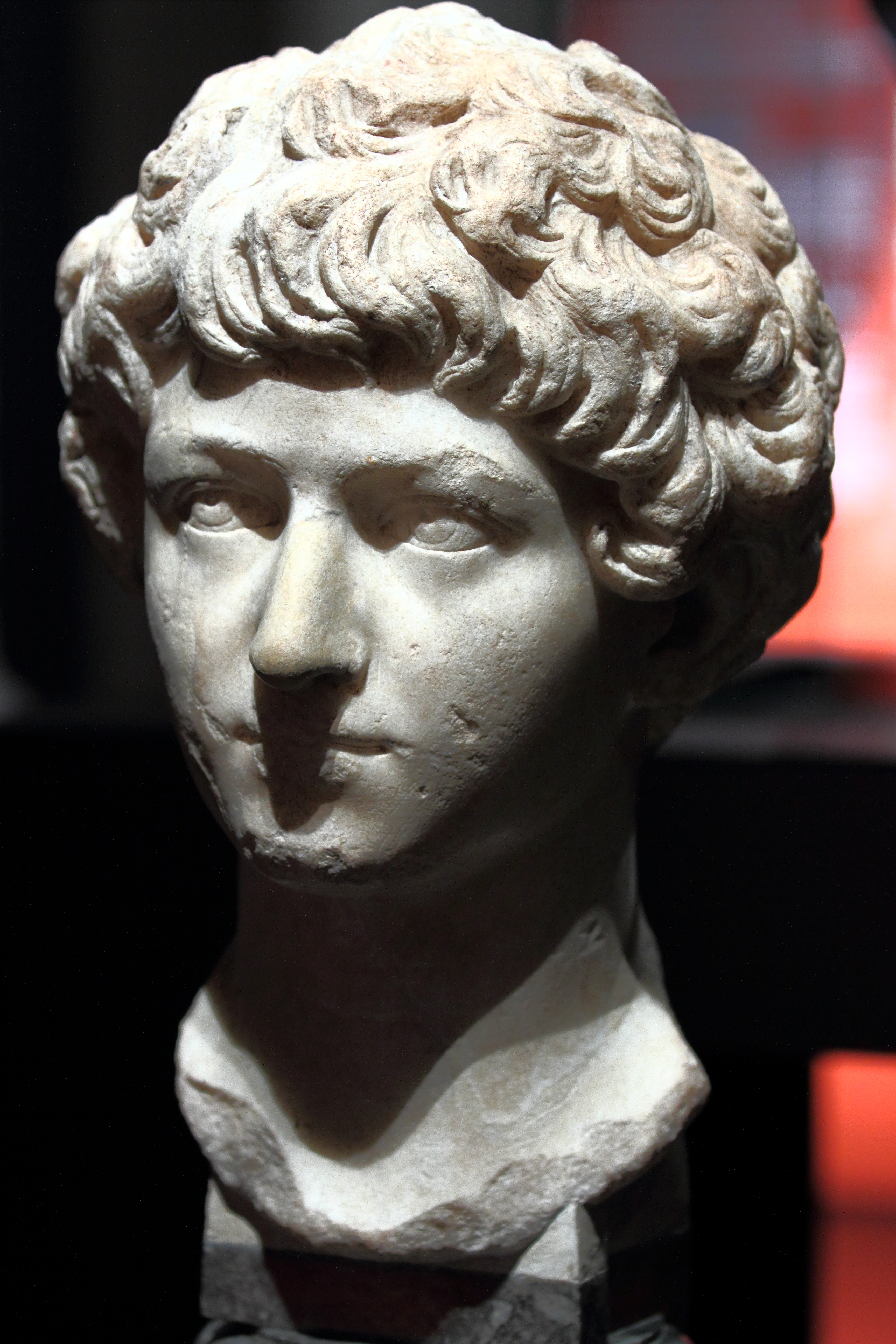
Луций Вер в детстве

По крови Луций Вер принадлежал к этрусскому роду Цейониев. Его прадед Луций Цейоний Коммод при императоре Веспасиане получил консульство (в 78 году) и был включён в состав патрициата; дед, носивший то же имя, был консулом при Траяне, в 106 году. Представитель следующего поколения Цейониев в 136 году был усыновлён императором Адрианом и после этого получил имя Луций Элий Цезарь. Он мог унаследовать от приёмного отца власть над империей, но очень рано умер (1 января 138 года). После этого его сын, семилетний Луций Вер, стал наследником второй очереди, которому предстояло унаследовать империю после Антонина Пия вместе с Марком Аврелием.
Согласно Элию Спартиану, Луций Элий Цезарь был женат на дочери Гая Авидия Нигрина — влиятельного сенатора, казнённого по обвинению в покушении на Адриана в 118 году. Но одна надпись называет дочь Нигрина тёткой Луция Вера по отцу, а не по матери; это может означать, что Луций Элий был не зятем, а пасынком Нигрина (последний мог жениться на его матери после смерти Луция Цейония Коммода-младшего).

## Биография
После кончины Антонина Пия 7 марта 161 Марк и Луций стали императорами-соправителями (со временем такая практика станет совершенно обычной). Марк Аврелий, который в то время уже был у власти, сделал Луция Вера своим соправителем, хотя сенат вручил власть только Марку.
В отличие от серьёзного и вдумчивого Марка, Луций Вер не подготовился к роли императора и жил только в своё удовольствие, проводя время в застольях и развлечениях (порой непристойных). Античные историки относятся к нему критически и сравнивают с Нероном. Впрочем, Луций Вер не был жесток. Сам Марк Аврелий в своих философских «Размышлениях» подчёркивает противоречивость образа Вера: «…брат у меня был такой, который своим нравом мог побудить меня позаботиться о самом себе, а вместе радовал меня уважением и теплотой».
В 162—166 Вер командовал силами империи на Востоке в войне с Парфянским царством. Во время войны он предавался своим обычным излишествам, но трусости или пренебрежения своими воинами не проявлял. По окончании войны Вер и Марк Аврелий справили в Риме триумф, а Луций получил ещё и прозвище «Армянский» (лат. Armeniacus).
Как и отец, он не отличался крепким здоровьем и умер предположительно от апоплексического удара, не дожив до 40 лет. Некоторые историки считают, что причиной его смерти стала эпидемия чумы, некоторые историки говорят об оспе. Марк оплакивал Луция Вера, а сенат причислил его к богам («Божественный Вер»).